# Antipodophlebia
Antipodophlebia is een geslacht van libellen (Odonata) uit de familie van de glazenmakers (Aeshnidae).

## Soorten
Antipodophlebia omvat 1 soort:
- Antipodophlebia asthenes (Tillyard, 1916)